# Bart Bok
Bart Jan Bok (Hoorn, 28 aprile 1906 – Tucson, 5 agosto 1983) è stato un astronomo olandese naturalizzato statunitense.

## Biografia
Bartholomeus Jan Bok nacque nei Paesi Bassi, e studiò presso le Università di Leida e di Groningen. Nel 1929 sposò l'astronomo Priscilla Fairfield Bok, e per il resto della loro vita i due collaborarono nel loro lavoro di ricerca.
Dal 1929 al 1957 lavorò all'Università di Harvard. In seguito divenne direttore dell'Osservatorio del Monte Stromlo in Australia per nove anni (dal 1957 al 1966), prima di tornare negli Stati Uniti come direttore dell'Osservatorio Steward. Divenne cittadino statunitense nel 1938.
Bok scoprì la cometa C/1949 N1 Bappu-Bok-Newkirk.
Nel 1975 Bok fu coautore dello scritto Obiezioni all'Astrologia, che fu stilato da 186 astronomi, astrofisici e da altri scienziati, inclusi 19 vincitori del Premio Nobel. Questo portò alla formazione del Comitato per l'Indagine Scientifica delle Affermazioni sul Paranormale, di cui fu membro fondatore.
Bok morì di infarto nella sua casa di Tucson, in Arizona.

## Riconoscimenti
- Medaglia Bruce (1977)
- Henry Norris Russell Lectureship (1982)
- Premio Klumpke-Roberts (1982)

Nel 1952 gli è stata assegnata la 243° Medaglia Donohoe.
Gli sono stati dedicati un cratere sulla Luna, un asteroide, 1983 Bok, e i globuli di Bok, da lui scoperti.
Gli è stato intitolato un premio, il The Bok Prize e un altro assieme alla moglie, Priscilla and Bart Bok Award.